# Avantgarde musik
Avantgarde musik er musik, hvor der eksperimenteres med nye ideer og former, det er her de afprøves for første gang.
- John Cage, Harry Partch, The Residents, Frank Zappa, Sonic Youth, Glenn Branca, Rhys Chatham, Velvet Underground, Jad Fair, John Zorn, Luigi Russolo